# Тагшерер, Золтан
Золтан Тагшерер (венг. Zoltán Tagscherer; род. 13 мая 1976, Будапешт) — венгерский лыжник и биатлонист, участник трёх Олимпийских игр, шести чемпионатов мира по лыжным видам спорта и восьми чемпионатов мира по биатлону. Брат лыжника и биатлониста Имре Тагшерера.

## Карьера лыжника
В Кубке мира Тагшерер дебютировал в 2002 году, феврале 2007 года единственный раз в карьере попал в тридцатку лучших на этапе Кубка мира, в гонке на 15 км свободным стилем. Лучшим достижением Тагшерера в общем итоговом зачёте Кубка мира является 171-е место в сезоне 2006/07.
На Олимпиаде 2002 года в Солт-Лейк-Сити показал следующие результаты, гонка на 30 км свободным стилем — 66-е место, спринт — 39-е место.
На Олимпийских играх 2006 в Турине занял 76-е место в гонке на 15 км классическим стилем и 44-е место в спринте.
На Олимпиаде-2010 в Ванкувере был 81-м в гонке на 15 км свободным стилем.
За свою карьеру принимал участие в шести чемпионатах мира, лучший результат — 16-е место в командном спринте на чемпионате 2007 года, а в личных гонках 39-е место в спринте на чемпионате мира 2001 года.

## Карьера биатлониста
Принимал участие в восьми чемпионатах мира, лучший результат Тагшерера на чемпионатах мира 78-е место в спринтерской гонке на чемпионате мира 2003 года. В Кубке мира не поднимался выше 60-го места и кубковых очков не завоёвывал.